# Vittorio Crotta
Vittorio Crotta (Ivrea, 12 aprile 1946) è un ex tennista e giornalista italiano.

## Biografia

### Carriera da giocatore
Ha vinto la medaglia di bronzo, nel doppio, ai Giochi del Mediterraneo del 1967, a Tunisi, in coppia con Giordano Maioli. Giovane promessa, fu inviato insieme ad Adriano Panatta, Piero Toci, Pietro Marzano e Massimo Di Domenico ad addestrarsi in Australia tra il 1968 e l’inizio del 1969 . 
Ha giocato 6 volte in Coppa Davis, sempre in doppio, sia in coppia con Giordano Maioli (1967) che con Pietro Marzano (1969). Esordisce vittoriosamente contro l'Austria con Maioli, schierati in un facile match per riservare al trentaquattrenne Pietrangeli i soli incontri di singolare. Identico risultato, sempre con Maioli, nei quarti di finale, contro il Lussemburgo. Nella semifinale 1967, contro il Brasile, tuttavia, il doppio, Maioli-Crotta è sconfitto in tre set dai forti Edison Mandarino e Tomaz Koch e l’Italia è eliminata 3-1. Due anni dopo anche il nuovo capitano non giocatore Orlando Sirola vuole puntare sui giovani per preservare l'ormai anziano Pietrangeli dalla fatica del doppio. Mette quindi in campo Crotta-Marzano, che esordiscono perdendo contro i belgi, in un incontro comunque vinto dall'Italia per 4-1. Crotta-Marzano vincono però contro l'Austria, alla quale l'Italia rifila un indiscutibile 5-0. La semifinale con l'Unione Sovietica, a Mosca, purtroppo, si rivela un disastro. L'Italia perde 5-0 e anche Crotta-Marzano sono sconfitti per tre set a zero.
Nei tornei del Grande Slam Crotta non è mai andato oltre il primo turno, agli Internazionali d’Australia (1969) e all'Roland Garros (1966 1967, e 1969), sia nel singolare che nel doppio.

### Capitano non giocatore in Coppa Davis
Dopo il ritiro, Crotta è nominato capitano non giocatore della Squadra italiana di Coppa Davis in un momento terribile per lo sport italiano. Il 12 ottobre 1979 il suo predecessore Bitti Bergamo, all'età di 49 anni, era morto nei pressi di Prato in un incidente stradale, travolto con la sua automobile sull'autostrada A11 da un TIR che aveva effettuato un'inversione di marcia. Crotta siede comunque in panchina nella finalissima della manifestazione a metà dicembre a San Francisco contro gli Stati Uniti. L’incontro è sfortunatissimo. Corrado Barazzutti perde il primo singolare con Vitas Gerulaitis per ritiro, a causa di un infortunio occorsogli durante il secondo set. Panatta è nuovamente sconfitto nel suo secondo confronto diretto con John McEnroe e nulla può in doppio, insieme a Paolo Bertolucci, contro la coppia formata da Bob Lutz e Stan Smith. Gli Stati Uniti vincono 5-0 aggiudicandosi il trofeo.
Il 1980 la squadra nazionale capitanata da Crotta raggiunge nuovamente la finalissima contro la Cecoslovacchia. In precedenza, dal 13 al 15 giugno, l'Italia sconfigge per 5-0 la Svizzera nella semifinale della zona A europea di Coppa Davis, disputata sulla terra rossa di Torino. Dall’11 al 13 luglio l'Italia supera la Svezia – sia pur priva di Borg - per 3-2 nella finale della zona A europea di Coppa Davis, disputata al Foro Italico di Roma. La semifinale Interzone si giocò al Foro Italico dal 19 al 21 settembre e fu vinta dall'Italia per 3-2 sull'Australia. 
Dal 14 al 16 dicembre l'Italia disputò la sua sesta finale di Coppa Davis, nella Sportovni Hala di Praga ma fu sconfitta 4-1 dalla Cecoslovacchia. Nel primo singolare Adriano Panatta fu battuto da Tomáš Šmíd dopo essere stato in vantaggio per due set a zero. Corrado Barazzutti si arrese poi a Ivan Lendl. Anche il doppio Panatta-Bertolucci perse la sfida contro la coppia Lendl-Šmíd. La finale era già persa al termine della seconda giornata, in una sfida che non mancò di suscitare vaste polemiche sull'arbitraggio, giudicato molto parziale dalla squadra italiana.
Crotta rimase alla guida della squadra italiana di Coppa Davis per altri tre anni ma con risultati non eccezionali. Nel 1981 l’Italia fu eliminata al primo turno per 3-2 dalla Gran Bretagna a Brighton. L'anno dopo, ci si prese la rivincita con gli inglesi a Roma (3-2) ma si subì una clamorosa eliminazione in casa dai neozelandesi (2-3). Infine, nel 1983, dopo una vittoria al primo turno a Reggio Calabria con l'Irlanda, l’Italia fu eliminata per 5-0 dall’Argentina a Roma. Fu l'ultima volta che Crotta sedette in panchina con la nazionale italiana. A partire dal 1º gennaio 1984, infatti, Adriano Panatta, appena ritiratosi dall'attività agonistica, subentrò a Crotta come capitano non giocatore e a Mario Belardinelli come responsabile tecnico delle squadre nazionali.

### Vita extrasportiva
Abbandonata anche l'attività sportiva dirigenziale, Vittorio Crotta ha svolto la professione di giornalista pubblicista collaborando con la rivista Tennis italiano e con la Rai, in qualità di commentatore televisivo di vari tornei internazionali.